# Fernando Ochoaizpur
Fernando Ochoaizpur Iturain (Buenos Aires, 18 de marzo de 1971) es un exfutbolista y entrenador argentino nacionalizado boliviano. Lo apodan el hacha. 
Debutó en Estudiantes de La Plata. Fue defensa de Universitario de Deportes del Perú,de los Pumas de México, de Bolívar (Bolivia), de San Martín de San Juan; también jugó en Sarmiento de Junín. Jugó en la Selección de Bolivia.en la actualidad es entrenador. En el año 2021 fue entrenador de UE Sant Julià de Andorra, ganando el campeonato permitiéndole la clasificación.

## Biografía
Fernando Ochoaizpur nació en Argentina el 18 de marzo de 1971.

## Trayectoria
Jugó en el puesto de defensa en Argentina, Bolivia, Perú y México. 
Se nacionalizó boliviano, jugando los partidos por Bolivia en las eliminatorias para Francia 98. 
Luego de dejar el fútbol profesional, en el 2006 jugando por el Club Atlético Independiente, se dedica al trabajo de Asistente Técnico.
En el 2007, trabaja como Ayudante de campo en el Huracán, y en el 2008 en el Club Atlético Atlanta de Argentina
Durante un partido por eliminatorias para la Copa Mundial de Fútbol Francia 1998, el 2 de abril de 1997 en la ciudad de La Paz Ochoaizpur convierte el segundo gol para la selección de Bolivia ante Argentina logrando así el gol de la victoria para el equipo altiplano por 2-1. Partido aquel recordado por un puñetazo en la cara de un asistente del cuerpo técnico de Bolivia, que recibió el jugador argentino Julio Cruz tras buscar el balón para hacer un lateral que terminó en escándalo interviniendo la policía boliviana.

## Clubes

### Como jugador
| Club                      | País      | Año         |
| ------------------------- | --------- | ----------- |
| Estudiantes de La Plata   | Argentina | 1990 - 1993 |
| San José                  | Bolivia   | 1994 - 1995 |
| Bolívar                   | Bolivia   | 1996 - 1997 |
| Universitario de Deportes | Perú      | 1997        |
| San Luis                  | México    | 1998        |
| Pumas                     | México    | 1999 - 2000 |
| Delfín SC                 | Ecuador   | 2003        |
| Técnico Universitario     | Ecuador   | 2004        |
| San Martín (San Juan)     | Argentina | 2005        |
| Independiente (Chilvicoy) | Argentina | 2006        |

### Como entrenador
| Club                | País      | Año         |
| ------------------- | --------- | ----------- |
| Guabirá             | Bolivia   | 2014 - 2015 |
| Real Potosí         | Bolivia   | 2019        |
| UE Sant Julià       | Andorra   | 2021 - 2022 |
| Defensores de Salto | Argentina | 2023 - 2024 |

## Palmarés

### Campeonatos nacionales
| Título          | Club                      | País | Año  |
| --------------- | ------------------------- | ---- | ---- |
| Torneo Apertura | Universitario de Deportes | Perú | 1999 |

|-
|Liga deportiva de salto
|Defensores de salto
| Argentina
|2023
|-